# Görbület
A görbület matematikai, azon belül geometriai fogalom. Szemléletesen egy sík- vagy térgörbe egyenestől való eltérését, illetve egy térbeli felületnek a síktól való eltérését jellemző számérték.
A görbék és a felületek görbületének definíciója eltérő, az utóbbi az előbbire támaszkodik.

## Görbék görbülete

### Görbület

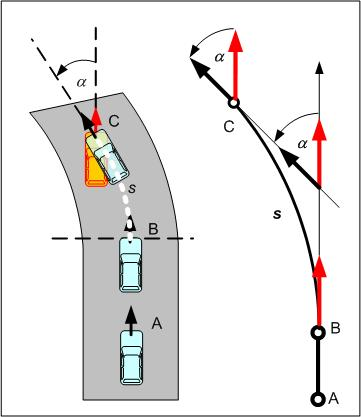

Az ábrán s-sel jelölt görbén irányítást definiálunk, s ennek megfelelően értelmezzük a görbe egy-egy pontjában húzott érintő irányát: érintővektor. A görbe egy BC irányított ívéhez tartozó átlagos görbület (v.ö.: átlagsebesség) a két végponthoz tartozó érintővektorok szögének és az s = BC ívhossznak a hányadosa:
{\displaystyle \ g={\frac {\Delta \alpha }{\Delta s}}}
A görbe egy pontjában értelmezett görbület e hányados határértéke, midőn az ívhossz 0-hoz tart (s → 0, azaz C → B).
{\displaystyle \ g=\lim {\frac {\Delta \alpha }{\Delta s}}={\frac {d\alpha }{ds}}}
Másként fogalmazva: A pontbeli görbület az érintő irányváltozásának a pályamenti sebessége, az irányszög ívhossz szerinti első deriváltja.

#### Görbületi sugár, simulókör
A görbe három (nem egy egyenesbe eső) pontja mindig meghatároz egy síkot (síkgörbe esetén a befoglaló síkot) és e síkban egy kört. Az ún. simulókört (görbületi kört) kapjuk, ha a három pont egyetlen pontba konvergál. E kör sugara a görbe adott pontjához tartozó görbületi sugár.
- A simulókör sugara a görbület reciproka:

{\displaystyle r={\frac {1}{\ g}}\,},
- A simulókörök középpontjának mértani helye a görbe evolutája.
- A görbén egyenletes v pályamenti sebességgel haladó m tömegű testre ható centripetális erő pontonként változó:

{\displaystyle {\vec {F}}=m{\vec {g}}v^{2}}.
- Az egyenes vonal görbülete 0, az r sugarú kör görbülete 1/r minden pontban. E két síkgörbe (és csak ezek) állandó görbületűek. A térben ilyen a körhenger felületére illeszkedő, állandó emelkedésű csavarvonal.

### A görbület számítása
Ha a görbe egy analitikus függvény grafikonja és egyenlete
{\displaystyle y=f(x)\,},
alakban adott, akkor a görbület:
{\displaystyle g={\frac {y''}{(1+y'^{2})^{3/2}}}}.
Ha a síkgörbe egyenlete az alábbi parametrikus formában adott:
{\displaystyle {\begin{cases}x=x(t)\\y=y(t)\end{cases}}}
{\displaystyle g(t)={\frac {{\dot {x}}{\ddot {y}}-{\dot {y}}{\ddot {x}}}{({\dot {x}}^{2}+{\dot {y}}^{2})^{3/2}}}}.
Ha a görbe egyenlete {\displaystyle r(\theta )\,} polárkoordinátákkal adott, görbülete:
{\displaystyle g(\theta )={\frac {r^{2}+2r'^{2}-rr''}{\left(r^{2}+r'^{2}\right)^{3/2}}}},
ahol a vessző (') a {\displaystyle \theta \,} szerinti deriváltat jelöli.
A görbe egyenlete megadható parametrikus polárkoordinátákkal is:
{\displaystyle {\begin{cases}r=r(t)\\\theta =\theta (t)\end{cases}}}
Ekkor a görbület
{\displaystyle g={\frac {{\dot {\theta }}(2{\dot {r}}^{2}+r^{2}{\dot {\theta }}^{2})+r({\dot {r}}{\ddot {\theta }}-{\dot {\theta }}{\ddot {r}})}{({\dot {r}}^{2}+r^{2}{\dot {\theta }}^{2})^{3/2}}}}.
Ha a görbe egyenlete implicit alakban adott:
{\displaystyle F(x,y)=0\,}, akkor a görbület:
{\displaystyle g={\frac {\begin{vmatrix}F_{xx}''&F_{xy}''&F_{x}'\\F_{yx}''&F_{yy}''&F_{y}'\\F_{x}'&F_{y}'&0\\\end{vmatrix}}{(F_{x}'^{2}+F_{y}'^{2})^{3/2}}}}

### Térgörbék görbülete
Paraméteresen adott térgörbe görbülete:
{\displaystyle g={\frac {\sqrt {(z''y'-y''z')^{2}+(x''z'-z''x')^{2}+(y''x'-x''y')^{2}}}{(x'^{2}+y'^{2}+z'^{2})^{3/2}}}}
Ha a görbe {\displaystyle r(t)\,} helyvektorának függvényével adott, akkor a görbület:
{\displaystyle g={\frac {|{\dot {r}}\times {\ddot {r}}|}{|{\dot {r}}|^{3}}}.}

## Felületek görbülete
A felület egy P pontjában a görbültségét (síktól való eltérését) a ponton átmenő jellegzetes felületi görbék görbületének értékével jellemezhetjük. A felületi görbület definíciójánál a P pontra illeszkedő síkmetszetek, s ezek közül csak az ú.n. normálmetszetek görbületét vesszük figyelembe.

### Normálmetszet
A felület P pontbeli C normálmetszetét (felületi görbét) a felület adott pontbeli normálvektorát tartalmazó sík metszi ki. Egy ilyen normálmetszet görbülete a metszősík helyzetétől függ:
{\displaystyle {\vec {g}}={\frac {1}{R}}}.
A metszősíkot a normálvektor egyenese körül elforgatva az R1 = Rmax és R2 = Rmin értékekhez tartozó C1 és C2 metszetek az adott P ponthoz tartozó főnormálmetszetek.

### Euler képlete
A C1 főnormálmetszet síkjával α szöget bezáró C normálmetszet görbülete a főnormálmetszetek görbületével kifejezve:
{\displaystyle g=g_{1}cos^{2}\alpha +g_{2}sin^{2}\alpha }
..azaz..
{\displaystyle {\frac {1}{R}}={\frac {cos^{2}\alpha }{R_{1}}}+{\frac {sin^{2}\alpha }{R_{2}}}}.

### Gauss-féle görbület
A P ponthoz tartozó két főnormálmetszet görbületi sugarával kifejezve:
{\displaystyle G=g_{1}.g_{2}={\frac {1}{R_{1}R_{2}}}}.

### Középgörbület
A P ponthoz tartozó két főnormálmetszet görbületének számtani közepe:
{\displaystyle H={\frac {g_{1}+g_{2}}{2}}={\frac {1}{2}}\left({\frac {1}{R_{1}}}+{\frac {1}{R_{2}}}\right)}.